# From Four Until Late
From Four Until Late (ou From Four Till Late) est une chanson de blues écrite par le chanteur et guitariste de Delta blues Robert Johnson. Elle a été enregistrée à Dallas par le producteur Don Law le 19 juin 1937. Les paroles abordent la condition humaine dans le passage « a man is like a prisoner, and he's never satisfied ».
Le supergroupe britannique Cream l'a faite figurer sur son premier album, Fresh Cream sorti en 1966 sous le titre Four Until Late, avec Eric Clapton au chant. Clapton la reprend également sur l'album Sessions for Robert J en 2004.